# William Droegemuller
William Droegemuller   (Chicago, 7 d'octubre de 1906 - Sun City, 23 de febrer de 1987) va ser un atleta estatunidenc, especialista en el salt de perxa, que va competir durant la dècada de 1920.
El 1928 va prendre part en els Jocs Olímpics d'Amsterdam, on guanyà la medalla de plata en la prova del salt de perxa del program d'atletisme.

## Millors marques
- Salt de perxa. 4m 19 cm (1928)[1][2]